# 金田愛
金田 愛（かねた あい、8月31日 - ）は、日本の女性声優。茨城県出身。賢プロダクション所属。

## 略歴
幼い頃に海外ドラマ、ゲームで強い女性に憧れて、アニメで男の子に衝撃を受けたという。
スクールデュオ18期生。2018年4月より賢プロダクション所属。

## 人物
趣味・特技には器械体操、ゲーム、茨城弁をそれぞれ挙げている。

## 出演
太字はメインキャラクター。

### テレビアニメ
2018年
- 進撃の巨人（駐屯兵）
- クレヨンしんちゃん（門脇吊橋洋子）
- からくりサーカス（白金〈少年時代〉）
- 色づく世界の明日から（女子生徒、クラスメイト）

2020年
- もっと!まじめにふまじめ かいけつゾロリ（2020年 - 2022年、男児A、アマ・カラー） - 2シリーズ
- GREAT PRETENDER（主婦たち）
- アラド:逆転の輪（ラティ）

2021年
- マジカパーティ（2021年 - 2022年、生徒、おばちゃん、クイーンダツビー、シュカンク、ドーラ 他）
- SCARLET NEXUS（バディ・ラミィ）
- TSUKIPRO THE ANIMATION 2（志季〈幼少〉）
- 海賊王女（チン・シー）
- サクガン（子供C）

2022年
- SPY×FAMILY（母親、イーデン校生徒、3組生徒）
- メイドインアビス 烈日の黄金郷
- アオアシ（練習生）

2023年
- 僕のヒーローアカデミア（2023年 - 2024年、子供、生徒） - 2シリーズ
- 虚構推理 Season2（女将）
- 勇者が死んだ!（シルエラ・カルメン）
- 地獄楽（陸郎太の母）
- 葬送のフリーレン（少年）

2024年
- メタリックルージュ（AI）
- 魔法少女にあこがれて（怪獣）
- 烏は主を選ばない（藤宮連、下女）
- ハイガクラ（お年寄り、子供）
- 最凶の支援職【話術士】である俺は世界最強クランを従える（少年カイム）

2025年
- 謎解きはディナーのあとで（児玉明子）
- 機動戦士Gundam GQuuuuuuX（ボカタ）
- 薬屋のひとりごと（男の子）
- 最強の王様、二度目の人生は何をする?（エミリー）
- 神統記（テオゴニア）（デウ・ロー）

### 劇場アニメ
- 天気の子（2019年、ガヤ）
- しん次元! クレヨンしんちゃん THE MOVIE 超能力大決戦 〜とべとべ手巻き寿司〜（2023年）
- 好きでも嫌いなあまのじゃく（2024年、とうこ）

### Webアニメ
- もったいないばあさん（2020年、男の子[14]）
- PLUTO（2023年、アドルフの兄〈少年〉）

### ゲーム
2019年
- ゴーストリコン ブレイクポイント（コールマン隊長）

2020年
- ライフ イズ ストレンジ2（マリア・エレナ・フローレス、ハンナ）
- ポケモンマスターズ / EX（2020年 - 2024年、プルメリ）
- バイオハザード レジスタンス（ジャニアリー・ヴァン・サント）
- ファイナルファンタジーVII リメイク
- ゼルダ無双 厄災の黙示録
- モンスターハンター ライダーズ（アンヘル）

2022年
- プリンセスコネクト!Re:Dive（カガミ）

2023年
- ストリートファイター6（市民）

2024年
- コール オブ デューティ ブラックオプス 6（ジェーン・ハロウ）

### 吹き替え

#### 映画
- ARGYLLE/アーガイル
- オーヴァーロード（ポール〈ジャニー・トーファー〉）
- KILLJOYS/銀河の賞金ハンター シーズン4（セクサー）
- コカイン・ベア（ベス〈カヒュン・キム〉）
- ザ・ランドロマット -パナマ文書流出-（キルマー特別捜査官）
- シー・ユー・イエスタデイ（英語版）（キャンディス）
- セーヌ川の水面の下に[18]
- ハイ・フライング・バード -目指せバスケの頂点-（フレディ〈ボビー・A・ボードリー〉）
- 善きサムからの贈り物（英語版）（フェイス、ステファニー）
- ルディ・レイ・ムーア（白人女優）

#### ドラマ
- ウィンクス・サーガ: 宿命（アイシャ〈プレシャス・ムスタファ〉）
- FBI: 特別捜査班
- クリミナル・マインド FBI行動分析課
  - シーズン13（ジェシカ）
  - シーズン14（キャシー）
- 刑事ジョン・ルーサー（女友達1）
- サイテーでサイコーの週末（英語版）（クロエ）
- ザ・コミー・ルール 元FBI長官の告白（トリシャ・アンダーソン〈エイミー・サイメッツ〉[19]）
- ザ・モーニング・ショー
- THE ROOK（イングリッド・ウッドハウス〈ルース・マデリー（英語版）〉）
- スイートホーム・クリスマス（英語版）（ジャスミン〈ケリー・ヒルソン〉、キャメロン）
- ステーション・イレブン（ミランダ〈ダニエル・デッドワイラー〉[20]）
- セックス・エデュケーション（エリン）
- チェンバース: 邪悪なハート（ベッキー・ルフェーヴル〈リリヤ・リード〉、ルース・ペジム〈リリ・テイラー〉）
- ノー・グッド・ディード～麗しの家～（カーラ〈テヨナ・パリス〉)
- NOS4A2（英語版）（カレン、タビサ）
- HEARTSTOPPER ハートストッパー（エル・アラザン）
- ビリオネア・アイランド（エイミー〈ラグネ・グランデ〉）
- プルーブン・イノセント 冤罪弁護士（英語版）（マイヤーズ）
- ボクらを見る目（アデル）
- BOSCH/ボッシュ シーズン5（ヴェガ）
- マザー・ファーザー・サン（ローレン〈ピッパ・ベネット＝ワーナー（英語版）[21]）
- マンダロリアン（シアン）
- メリーハッピーとんでもホリデー（英語版）
- ユニークライフ シーズン3（ジャド教授）

#### アニメ
- あっちいって ユニコーン!（ピクシー〈ジョゼッテ・ヘルパート〉）
- おしゃれにナンシー・クランシー（ブリーのママ〈タチアナ・アリ（英語版）（ジョイス）
- カンフー・パンダ 4 伝説のマスター降臨
- コスチューム・クエスト 〜モンスターを倒せ!〜（英語版）（エヴェレット〈アイザック・ライアン・ブラウン〉[22]）
- ジェイコブと海の怪物
- トランスフォーマー アーススパーク（バラ、クワン[23]）
- ネクスト ロボ（少年3）
- ボージャック・ホースマン シーズン6（デニス）

### ナレーション
- ワールドウォーシップスレジェンズ
- 大功（企業VP）

### シリーズ一覧
1. ↑  第1シリーズ（2020年）、第3シリーズ（2022年）
2. ↑  第6期、第7期（2024年）